# Aussac
Aussac é uma comuna francesa na região administrativa da Occitânia, no departamento de Tarn. Estende-se por uma área de 6.06 km², e possui 267 habitantes, segundo o censo de 2018, com uma densidade de 44 hab/km².